# Венцлавиці (Мазовецьке воєводство)
Венцлавиці (пол. Więcławice) — село в Польщі, у гміні Брудзень-Дужий Плоцького повіту Мазовецького воєводства.
Населення — 187 осіб (2011).
У 1975-1998 роках село належало до Плоцького воєводства.

## Демографія
Демографічна структура станом на 31 березня 2011 року:
|          | Загалом | Допрацездатний вік | Працездатний вік | Постпрацездатний вік |
| -------- | ------- | ------------------ | ---------------- | -------------------- |
| Чоловіки | 94      | 17                 | 73               | 4                    |
| Жінки    | 93      | 16                 | 56               | 21                   |
| Разом    | 187     | 33                 | 129              | 25                   |